# کورد (اتومبیل)

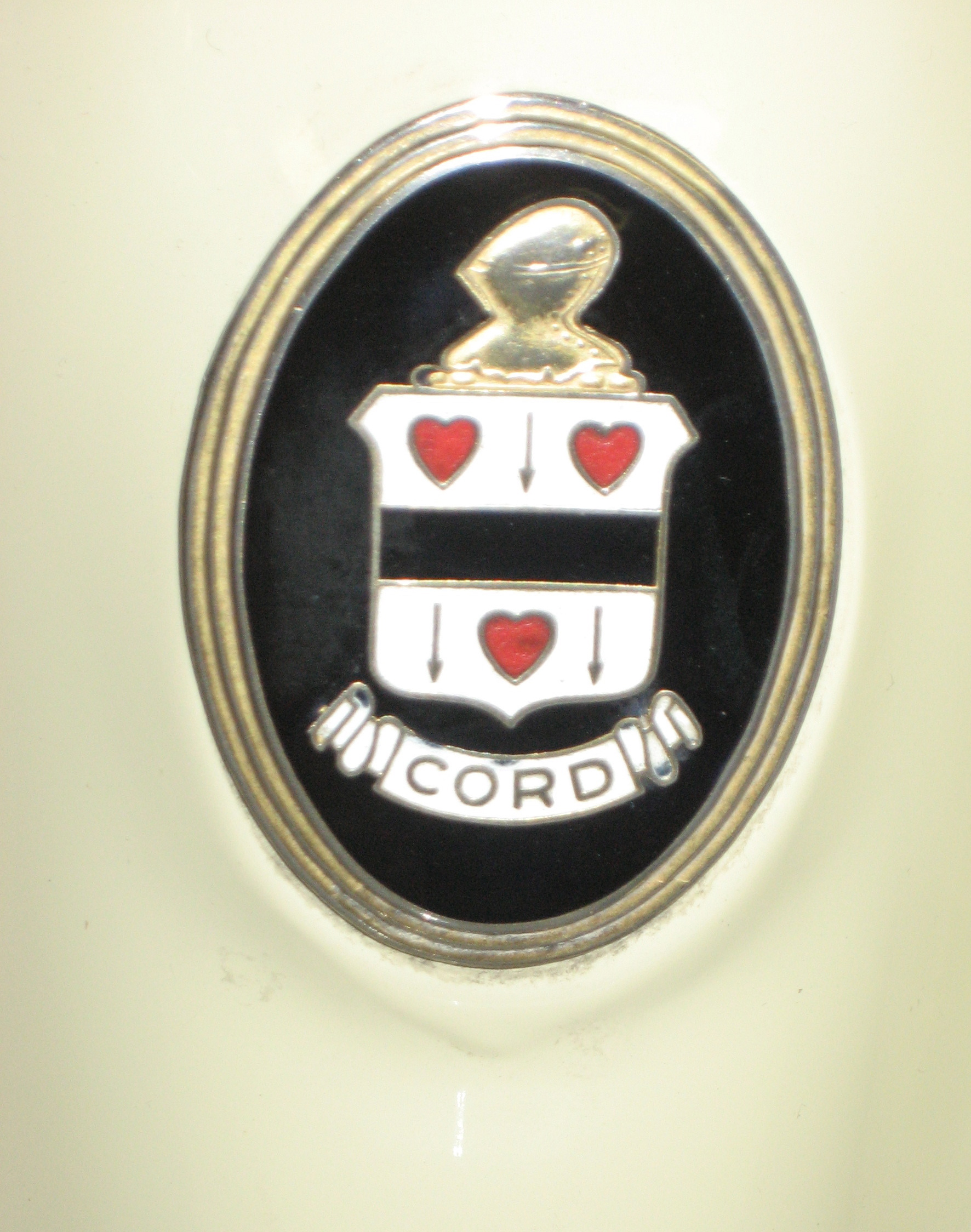

کورد نام تجاری یک شرکت خودرو سازی آمریکایی در کانرزویل، ایندیانا بود. این شرکت توسط کمپانی توسط شرکت آبرن خودرو در دو دوره بین سال‌های ۱۹۲۹ تا ۱۹۳۲ و از ۱۹۳۶ تا ۱۹۳۷ خودرو تولید می‌کرد.
این برند تجاری توسط شخصی به نام ای. ال کورد و بنا به علاقه شخصی وی به حمل و نقل تأسیس شد و در برگیرنده شرکت آبرن خودرو نیز بود.
شرکت کورد به عنوان یک شرکت ساخت وسایل حمل و نقل تأسیس شد.
کورد فلسفه ایی در مورد ساخت اتومبیلهایی متفاوت و ابتکاری داشت. او اعتقاد داشت که تولید این اتومبیلها سود ده خواهند بود.

## نوآوری

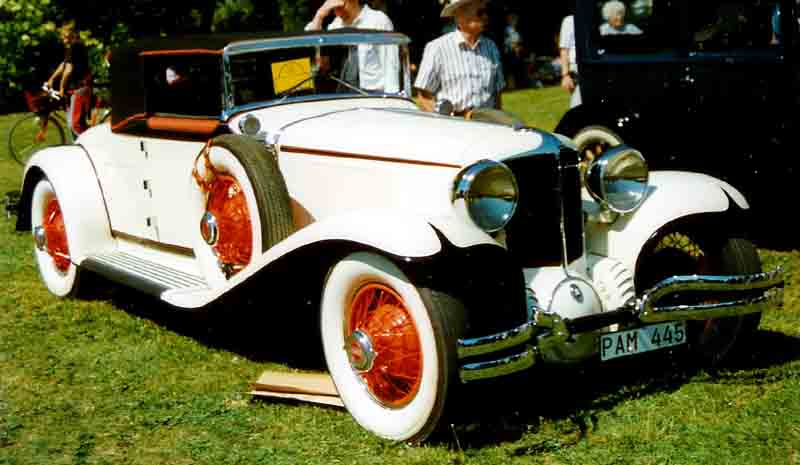
کورد کوپه ال ۲۹ مدل ۱۹۳۱

مدل کورد ال۲۹ دیفرانسیل جلو و دو مدل ۸۱۰ و ۸۱۲ کورد یکی از نخستین نمونه‌های خودروهایی بودند که دارای لامپهای مخفی جلو بودند.
نخستین شرکتی که خودروهای دیفرانسیل جلو تولید کرد شرکت سیتروئن در سال ۱۹۳۴ بود که کورد نیز به پیروی از آن به تولید این دست خودروها روی آورد.
کورد ال ۲۹ نخستین اتومبیل آمریکایی دیفرانسیل جلو بود که در جامعه عرضه شد.

## مدلها
- کورد ۸۱۰/۸۱۲
- کورد ال ۲۹
- کورد ای ۱